# 塞尔莫尔拉斯
塞尔莫尔拉斯（法語：Serres-Morlaàs，法語發音：[sɛʁ mɔʁlas]）是法国大西洋比利牛斯省的一个市镇，属于波城区。

## 地理
塞尔莫尔拉斯（43°19'36"N, 0°15'28"W）面积4.19 平方千米，位于法国新阿基坦大区大西洋比利牛斯省，该省份为法国东南部省份，涵盖了贝阿恩与北巴斯克，西临大西洋比斯開灣，北至朗德省，东北接热尔省，东临上比利牛斯省，南与西班牙接壤。
与塞尔莫尔拉斯接壤的市镇（或旧市镇、城区）包括：莫尔拉斯、桑代茨。

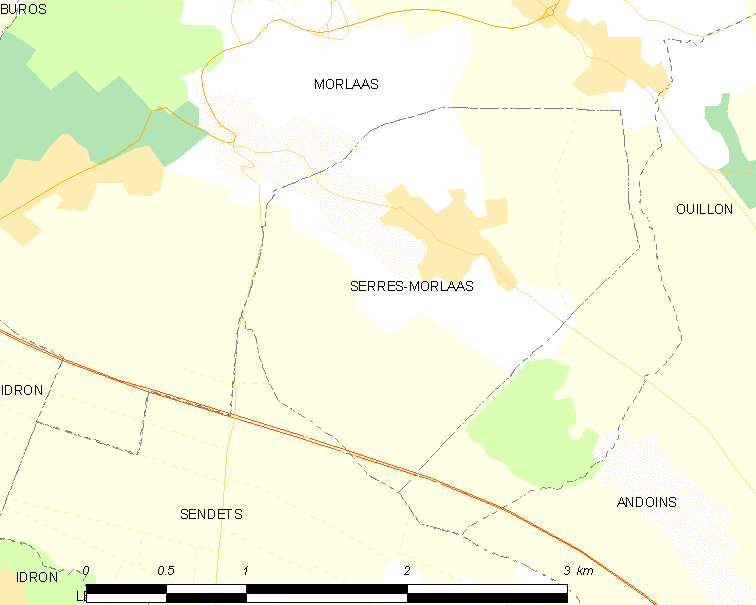
塞尔莫尔拉斯的OSM定位图

塞尔莫尔拉斯的时区为UTC+01:00、UTC+02:00（夏令时）。

## 行政
塞尔莫尔拉斯的邮政编码为64160，INSEE市镇编码为64520。

## 政治
塞尔莫尔拉斯所属的省级选区为莫尔拉斯与蒙塔内雷斯地区县。

## 人口

1962-2008年间塞尔莫尔拉斯人口变化图示

塞尔莫尔拉斯于2022年1月1日时的人口数量为856人。